# Берггольц, Николай Рихардович
Николай Рихардович Берггольц (1902 или 8 августа 1902, Санкт-Петербург или Силламяэ, Ида-Вирумаа — 1977 или 4 августа 1977, Бавария или Венер, Нижняя Саксония) — русский, эстонский и немецкий художник-пейзажист.

## Биография
Родился в 1902 году в Санкт-Петербурге в семье пейзажиста, академика ИАХ Ричарда Берггольца. Старший Берггольц симпатизировал монархии, был лично знаком с членами императорской семьи, а после революции помогал переправить на Запад личные драгоценности великой княгини Марии Павловны Старшей, но сам оставался в Советской России, жил в крайней нужде.
Его сын начал учиться живописи в 1918 году в охваченном революционными событиями Петрограде; его учителем был художник Эрнст Липгарт. После того, как Берггольц-старший в 1920 году скончался в Петрограде, его сын сумел выехать в Эстонию, где продолжил своё обучение у эмигрировавшего туда же А. Д. Кайгородова. В 1924—26 годах учился в Мюнхенской академии художеств, после чего вернулся в Эстонию.
Как самостоятельный живописец, сформировался уже в межвоенной Эстонии, где плодотворно работал в 1926—1941 годах. В этот период регулярно участвовал в выставках, был известен, как мастер реалистического пейзажа. В качестве одного из наиболее известных эстонских художниках, участвовал в выставках, представлявших эстонское искусство в Хельсинки, Риге, Риме и Будапеште; а также участвовал в многочисленных выставках в самой Эстонии.
В 1941 году выехал в Германию, где проживал сначала в Дрездене, а с начала 1945 года — в Баварии. По-прежнему писал пейзажи и участвовал в выставках, но уже не был так известен, как ранее.
Скончался в 1977 году в Германии. Работы художника пока не находятся в общественном достоянии.